# Berric
El Berric (occità: Berrí, francès: Berry) és una antiga província del regne de França, que actualment està compresa pels departaments del Cher i de l'Indra. S'estén sobre els darrers contraforts del Massís Central, la depressió boscosa del Boischaut, les planes calcàries de la Xampanya i els turons del Sancerrois. La capital era la ciutat francesa de Bourges.
Formà part del regne de Tolosa i després fou un comtat del ducat d'Aquitània (efímerament regne); la meitat del comtat va ser cedit a Remistany per lluitar contra el seu nebot Waifré (765) però Remistany va canviar de bàndol i va morir en lluita contra els francs el 768.
Després fou un comtat carolingi que el 781 va integrar el nou regne d'Aquitània i Carlemany va nomenar comte a Humbert al que al cap de poc temps va succeir Esturbi (Sturbius); pel tractat de Verdun (843) fou repartit entre Aquitània, el comtat d'Anjou i el comtat de Blois. La part d'Aquitània va romandre comtat fins al 926 i en endavant un vescomte va governar Bourges en nom del rei; el vescomtat va existir fins fers el 1100 quan va passar a la corona per compra (procés culminat el segle xiii).
El 1360 fou erigit en ducat quan el rei Joan II de França el Bo el va concedir al seu fill Joan I de Berry (1340-1416). A la mort de Joan I va retornar a la corona i més tard va passar a dos fills de Carles VI, primer a Joan II de Berry i després al seu germà Carles que va pujar al tron com a Carles VII retornant així a la corona el 1434. El 1498 fou concedit a Joana de França, filla de Lluís XI i més tard el títol de duc fou donat a alguns altres prínceps entre els quals Lluís XVI i un fill de Carles X.